# Slingsby Skylark 3
La Slingsby T.43 Skylark 3 era un aliante Open Class monoposto sviluppato dallo Skylark 2 con un'apertura alare estesa. Vinse i Campionati mondiali di volo a vela 1960.

## Varianti
Skylark 3A
Skylark 3B
Skylark 3C
Skylark 3D
Skylark 3E
Skylark 3F
Skylark 3G
Slingsby T.47